# Geotermia

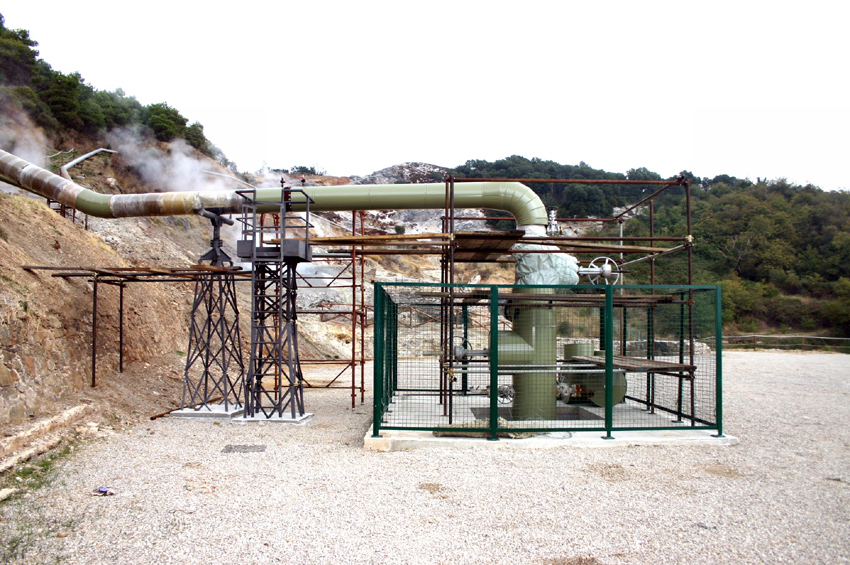
Imagen de un pozo geotérmico, para el aprovechamiento del calor como energía.

La geotermia es una rama de la ciencia geofísica que se dedica al estudio de las condiciones térmicas de la Tierra. La palabra es de origen griego, deriva de "geos" que quiere decir tierra, y de "thermos" que significa calor: el calor de la tierra. Se emplea indistintamente para designar tanto a la ciencia que estudia los fenómenos térmicos internos del planeta como al conjunto de procesos industriales que intentan explotar ese calor para producir energía eléctrica o calor Útil para una estufa
Uno de los frutos de la técnica más notables, es la extracción de la energía geotérmica.
La energía termal usada consiste en parte de la corriente permanente de calor desde el núcleo de la tierra, a través del manto y hasta la superficie, dónde la energía está desprendido a la atmósfera. La otra parte forman procesos de desintegración radiactiva que suceden naturalmente en el manto y liberan energía.
La climatización geotérmica es un sistema de climatización (calefacción y/o refrigeración) que utiliza la gran inercia térmica (temperatura constante, dependiendo de los diferentes lugares, desde 10 a 16 °C) del subsuelo poco profundo. Se utiliza una bomba de calor que es una máquina térmica que permite transferir energía en forma de calor de un ambiente a otro según se requiera. Su funcionamiento es muy similar a un aire acondicionado tradicional que funciona para frío o como calefacción. El subsuelo suele estar a una temperatura neutra durante todo el año (más fresco en verano que el aire y más templado en invierno), con lo que el rendimiento de la bomba de calor es muy alto al necesitar menos trabajo para realizar la transferencia de energía.

## Ventajas de la energía geotérmica
Son muchas ventajas de la energía geotérmica, pero también algunos desafíos que deben superarse para poder explotar al máximo este recurso natural. La energía geotérmica es una fuente de energía sostenible y renovable que aún está en gran parte sin explotar. Como recurso respetuoso con el medio ambiente, tiene el potencial de satisfacer las demandas futuras de calefacción, refrigeración y electricidad.